# Eutrichosomella blattophaga
Eutrichosomella blattophaga är en stekelart som beskrevs av Girault 1915. Eutrichosomella blattophaga ingår i släktet Eutrichosomella och familjen växtlussteklar. Inga underarter finns listade i Catalogue of Life.